# ألفرد شميت
ألفرد شميت (بالإستونية: Alfred Schmidt) هو رباع إستوني، ولد في 1 مايو 1898 في Riisipere ‏ في إستونيا، وتوفي في 5 نوفمبر 1972 في تالين في إستونيا.

## وصلات خارجية
- ألفرد شميت على موقع اللجنة الأولمبية الدولية (الإنجليزية)
- ألفرد شميت على موقع أوليمبيديا (الإنجليزية)